# Finale della Coppa UEFA 1972-1973
La finale della 2ª edizione della Coppa UEFA fu disputata in gara d'andata e ritorno tra Liverpool e Borussia M'gladbach. Il 10 maggio 1973 ad Anfield a Liverpool la partita, arbitrata dall'austriaco Erich Linemayr, finì 3-0 per gli inglesi.
La gara di ritorno si disputò dopo due settimane al Bökelbergstadion di Mönchengladbach e fu arbitrata dal sovietico Pavel Kazakov. Il match terminò 2-0 e ad aggiudicarsi il trofeo fu la squadra britannica.

## Le squadre
| Squadre             | Partecipazioni precedenti (il grassetto indica la vittoria) |
| ------------------- | ----------------------------------------------------------- |
| Liverpool           | Nessuna                                                     |
| Borussia M'gladbach | Nessuna                                                     |

## Il cammino verso la finale
Il Liverpool di Bill Shankly esordì contro i tedeschi occidentali dell'Eintracht Francoforte vincendo in casa 2-0 e pareggiando il ritorno a reti inviolate. Nel secondo turno gli inglesi affrontarono i greci dell'AEK Atene, battendoli con un risultato complessivo di 6-1. Agli ottavi di finale i tedeschi orientali della BFC Dynamo furono sconfitti con un risultato aggregato di 3-1. Ai quarti i Reds affrontarono un'altra squadra tedesca orientale, la Dinamo Dresda, superandola grazie al 2-0 casalingo e all'1-0 in trasferta. In semifinale il derby col Tottenham fu vinto grazie alla regola dei gol fuori casa, in virtù dell'1-0 ad Anfield e alla sconfitta per 2-1 al White Hart Lane.
Il Borussia M'gladbach di Hennes Weisweiler iniziò il cammino europeo contro gli scozzesi dell'Aberdeen vincendo con un risultato complessivo di 9-5. Nel secondo turno i tedeschi affrontarono i danesi del Hvidovre, battendoli col risultato totale di 6-1. Agli ottavi il derby tedesco occidentale col Colonia fu vinto grazie al sonoro 5-0 rifilato al Bökelbergstadion, dopo che la sfida del RheinEnergieStadion finì a reti inviolate. Ai quarti di finale i Fohlen affrontarono ancora una squadra della Bundesliga, il Kaiserslautern, e passarono il turno grazie alle vittorie per 2-1 in trasferta e 7-1 in casa. In semifinale gli olandesi del Twente persero sia all'andata che al ritorno rispettivamente coi risultati di 3-0 e 2-1.

## Le partite
A Liverpool va in scena la finale tra le due squadre che più si sono distinte in quest'edizione di coppa: da un lato i Reds, già campioni d'Inghilterra e capaci di eliminare i campioni in carica del Tottenham, e dall'altro il Borussia Mönchengladbach, reduce da nove vittorie e un pareggio con 34 gol fatti e 9 subiti. Il match viene disputato sotto una pioggia scrosciante e al 27' viene sospeso. Il giorno seguente l'allenatore del Liverpool schiera John Toshack al posto di Hall, che si rivela fondamentale per il gioco aereo dei Reds e serve due assist per Kevin Keegan che chiude la prima frazione sul 2-0. Lo stesso Keegan fallisce un rigore nella seconda frazione, ma anche la sua nemesi tedesca Jupp Heynckes si fa ipnotizzare dal dischetto. Il gol di Larry Lloyd, giunto intorno al sessantesimo, di testa su azione da calcio d'angolo fa ben sperare in vista della partita di ritorno.
A Mönchengladbach il tecnico tedesco schiera Günter Netzer a centrocampo, e non da libero come nella partita d'andata, affinché i suoi giochino di nuovo alla perfezione. I frutti si vedono e una doppietta di Heynckes nel primo tempo riempie di speranze i tifosi bianconeroverdi. La pioggia però condiziona la partita e gli inglesi salgono in cattedra, arginando gli attacchi teutonici e, nonostante 45 minuti di sofferenza, non fanno aumentare il passivo e portano a casa la prima coppa europea nella loro storia. Il Liverpool diventa anche la prima squadra inglese a vincere il campionato e una coppa europea nello stesso anno, e in più il calcio inglese eguaglia la Spagna al comando della classifica del maggior numero di trionfi in questo torneo (inclusa la Coppa delle Fiere) a quota 6.

## Tabellini

### Andata
| Arbitro: | Linemayr |

|                           |           |  |
| Keegan 21’, 32’ Lloyd 61’ | Marcatori |  |

| Liverpool | Borussia Mönchengladbach |

| Liverpool     |    |                |  |     |
|               |    |                |  |     |
| P             | 1  | Ray Clemence   |  |     |
| D             | 2  | Chris Lawler   |  |     |
| D             | 3  | Alec Lindsay   |  |     |
| C             | 4  | Tommy Smith    |  |     |
| D             | 5  | Larry Lloyd    |  |     |
| D             | 6  | Emlyn Hughes   |  |     |
| A             | 7  | Kevin Keegan   |  |     |
| C             | 8  | Peter Cormack  |  |     |
| A             | 9  | John Toshack   |  |     |
| A             | 10 | Steve Heighway |  | 78’ |
| A             | 11 | Ian Callaghan  |  |     |
| Sostituzioni: |    |                |  |     |
| C             | 12 | Brian Hall     |  | 78’ |
| Allenatore:   |    |                |  |     |
| Bill Shankly  |    |                |  |     |

| Borussia M'gladbach |    |                 |  |     |
|                     |    |                 |  |     |
|                     |    |                 |  |     |
| P                   | 1  | Wolfgang Kleff  |  |     |
| D                   | 3  | Heinz Michallik |  |     |
| D                   | 10 | Günter Netzer   |  |     |
| D                   | 5  | Rainer Bonhof   |  |     |
| D                   | 4  | Berti Vogts     |  |     |
| C                   | 8  | Herbert Wimmer  |  |     |
| C                   | 2  | Dietmar Danner  |  |     |
| C                   | 6  | Christian Kulik |  |     |
| A                   | 7  | Henning Jensen  |  |     |
| A                   | 9  | Bernd Rupp      |  | 77’ |
| A                   | 11 | Jupp Heynckes   |  |     |
| Sostituzioni:       |    |                 |  |     |
| A                   | 13 | Allan Simonsen  |  | 77’ |
| Allenatore:         |    |                 |  |     |
| Hennes Weisweiler   |    |                 |  |     |

### Ritorno
| Arbitro: | Kazakov |

|                   |           |  |
| Heynckes 29’, 40’ | Marcatori |  |

| Borussia Mönchengladbach | Liverpool |

| Borussia M'gladbach |    |                 |             |
|                     |    |                 |             |
|                     |    |                 |             |
| P                   | 1  | Wolfgang Kleff  |             |
| D                   | 3  | Ulrich Surau    |             |
| D                   | 10 | Günter Netzer   | Ammonizione |
| D                   | 5  | Rainer Bonhof   |             |
| D                   | 4  | Berti Vogts     |             |
| C                   | 8  | Herbert Wimmer  |             |
| C                   | 2  | Dietmar Danner  |             |
| C                   | 6  | Christian Kulik |             |
| A                   | 7  | Henning Jensen  |             |
| A                   | 9  | Bernd Rupp      |             |
| A                   | 11 | Jupp Heynckes   |             |
|                     |    |                 |             |
|                     |    |                 |             |
| Allenatore:         |    |                 |             |
| Hennes Weisweiler   |    |                 |             |

| Liverpool     |    |                |             |     |
|               |    |                |             |     |
| P             | 1  | Ray Clemence   |             |     |
| D             | 2  | Chris Lawler   |             |     |
| D             | 3  | Alec Lindsay   |             |     |
| C             | 4  | Tommy Smith    |             |     |
| D             | 5  | Larry Lloyd    |             |     |
| D             | 6  | Emlyn Hughes   | Ammonizione |     |
| A             | 7  | Kevin Keegan   |             |     |
| C             | 8  | Peter Cormack  |             |     |
| A             | 9  | John Toshack   |             |     |
| A             | 10 | Steve Heighway |             | 60’ |
| A             | 11 | Ian Callaghan  |             |     |
| Sostituzioni: |    |                |             |     |
| A             | 16 | Phil Boersma   |             | 60’ |
| Allenatore:   |    |                |             |     |
| Bill Shankly  |    |                |             |     |